# نظم المعلومات الجغرافية للمعارف التقليدية
نظم المعلومات الجغرافية للمعارف التقليدية هي البيانات والأساليب والتقنيات المصممة لتوثيق واستخدام المعارف المحلية في المجتمعات في جميع أنحاء العالم. والمعارف التقليدية هي المعلومات التي تشمل خبرات ثقافة معينة أو مجتمع معين. إن نظم المعلومات الجغرافية للمعارف التقليدية أكثر قيمة من خريطة الإدارك العادية من حيث إنها تعبر عن العلاقات البيئية والروحية بين الكيانات الواقعية والفكرية. وتنطوي تلك النظم على مجموعة أدوات رائعة تُستخدم في الحفظ الثقافي ونزاعات ملكية الأراضي وإدارة الموارد الطبيعية والتنمية الاقتصادية.

## الجوانب الفنية
تستخدم نظم المعلومات الجغرافية للمعارف التقليدية أساليب علم الخرائط وإدارة قواعد البيانات مثل نظام المعلومات الجغرافية للمشاركة العامة وتاريخ الخرائط والخرائط التاريخية. ويطمح نظام المعلومات الجغرافية للمشاركة العامة إلى إقامة علاقة منفعة تبادلية بين الحاكم والمحكوم من خلال دعم المشاركة العامة في جميع نواحي هذا النظام. ومن المقبول على نطاق واسع أن هذا الأسلوب ضروري في التخطيط البيئي والاقتصادي القوي في المناطق النامية. فهذه الطريقة تنتج شعورًا بالمكان في التحليل العلمي الذي يضم مواقع مقدسة وممارسات استخدام الأراضي التقليدية. ويُمكن أن يكون نظام المعلومات الجغرافية للمشاركة العامة نظامًا فعالاً في إدارة وتخطيط الموارد المحلية، ولكن يشكك الباحثون في فعالية ذلك النظام كأداة في استيفاء ملكية الأراضي أو نزاعات المعارك القانونية نظرًا لانعدام الخبرة بين الأشخاص العاديين وانعدام إمكانية الوصول إلى التقنية.
يتتبع تاريخ الخرائط ممارسات المجتمعات المحلية إما بهدف الحفاظ عليها أو للمطالبة بحماية الموارد أو منح الأراضي. تتميز تقنيات نظام المعلومات الجغرافي بالقوة في قدرتها على تكييف الوسائط المتعدد ومجموعات البيانات متعددة الأبعاد، الأمر الذي يتيح إمكانية تسجيل وتشغيل السير التاريخية المسموعة وتقديم عروض تقديمية للمعارف البيئية المجردة knowledge.
توثق الخرائط التاريخية الأحداث المهمة بالنسبة لتقاليد معينة أو مكان معين وتقوم بتحليل تلك الأحداث. وتستنبط الفوائد الثقافية والإنسانية من تضمين الخرائط في السجل التاريخي لمنطقة ما.

## الحفظ الثقافي
قد يكون الحفظ الثقافي هو التطبيق الأساسي لنظام المعلومات الجغرافي للمعرفة التقليدية. ونظرًا لانخفاض عدد المتحمسين لأنماط الحياة التقليدية وسط الشعوب، تطورت الحاجة الملحة إلى جمع البيانات والحكمة من كبار السن المحليين. ومن الميزات الأساسية لعملية الحفظ الثقافي مسألة إحياء اللغة. فالخرائط المسموعة والبصرية ثنائية اللغة تصور التقاليد الكلامية والمعلومات التاريخية في الأماكن المهمة تاريخيًا على مختلف أصعدة ومستويات التفاصيل.
يواجه الباحثون عوائق كبيرة أثناء الحصول على البيانات ويرجع ذلك إلى الطبائع الحساسة لكثير من البيانات التي يبحثون عنها من أجل نظام المعلومات الجغرافية للمعارف التقليدية، وقد يتشكك السكان المحليون في بواعث المستشارين الخارجيين.

## إدارة حقوق الأراضي والموارد الطبيعية
يتميز نظام المعلومات الجغرافية للمعارف التقليدية بالقوة في تصوير النزاعات حول حقوق الأراضي وإدارة الموارد في المناطق الحساسة بيئيًا. فعادةً ما تتعارض مصالح السكان المحليين في تلك المناطق مع مصالح العمال المهاجرين ووحدات الحفاظ التابعة للدولة وعمليات التنقيب المحلية والأجنبية أو مشروعات قطع الأشجار. وتستخدم أجهزة وبرامج نظام المعلومات الجغرافي في تحديد الاتجاهات المكانية في تفسير تلك الصراعات.

## التنمية الاقتصادية
تعد التنمية الاقتصادية عبر نظام المعلومات الجغرافية للمعارف التقليدية من الأمور الأساسية للملكية المحلية عبر النظم وإمكانية الوصول الكامل للبيانات ذات الصلة والحصول على التدريب. ويكون هذا الموقع نادرًا خارج البلدان الصناعية, ولهذا السبب تم إحراز تقدم طفيف في هذا المجال البحثي.

## المشكلات الحالية والكفاءة
تتميز استخدامات نظام المعلومات الجغرافية للمعارف التقليدية بطبيعة متباينة في مختلف المناطق الجغرافية. ورغم أن البلدان النامية تستخدم بعض أشكال نظام المعلومات الجغرافية للمشاركة العامة، فإن إمكانية وصول تلك المجتمعات إلى قواعد بيانات شاملة والوسائل الخرائطية تكون أقل عما هو عليه الحال في البلدان المتقدمة.
إن الكفاءة العامة لنظام المعلومات الجغرافية للمعارف التقليدية لم تتحدد بصورة نهائية. فالمدافعون عن الخرائط التقليدية يشيرون إلى النجاحات المتحققة في الحصول على حقوق ملكية الأراضي وإدارة قواعد البيانات المحلية وإنشاء قواعد مهارات جديدة للمجتمعات المحلية في جميع أرجاء العالم. بينما يتحدث المعارضون عن التكاليف والحاجة إلى تدريبات متخصصة والاختلافات الثقافية كأسباب لعدم مناسبة نظام المعلومات الجغرافية في تلك الاستخدامات. ويحلل نظام المعلومات الجغرافية للمعارف التقليدية طبيعة الصراعات السياسية والاجتماعية التي تؤدي إلى دعاوى الصراع على الموارد. فهي من الأدوات الفعالة للتوسط والتفاوض بين المجموعات الاجتماعية التي تعيش مع بعضها البعض.

## المجموعات التجارية لنظام المعلومات الجغرافية للمعارف التقليدية
SpatialQ TK GIS